# Dysoxylum brachybotrys
Dysoxylum brachybotrys är en tvåhjärtbladig växtart som beskrevs av Merrill. Dysoxylum brachybotrys ingår i släktet Dysoxylum och familjen Meliaceae. Inga underarter finns listade i Catalogue of Life.